# Parantica nilgiriensis
Parantica nilgiriensis е вид насекомо от семейство Nymphalidae.

## Разпространение
Видът е разпространен в Индия.